# Chaim Soutine

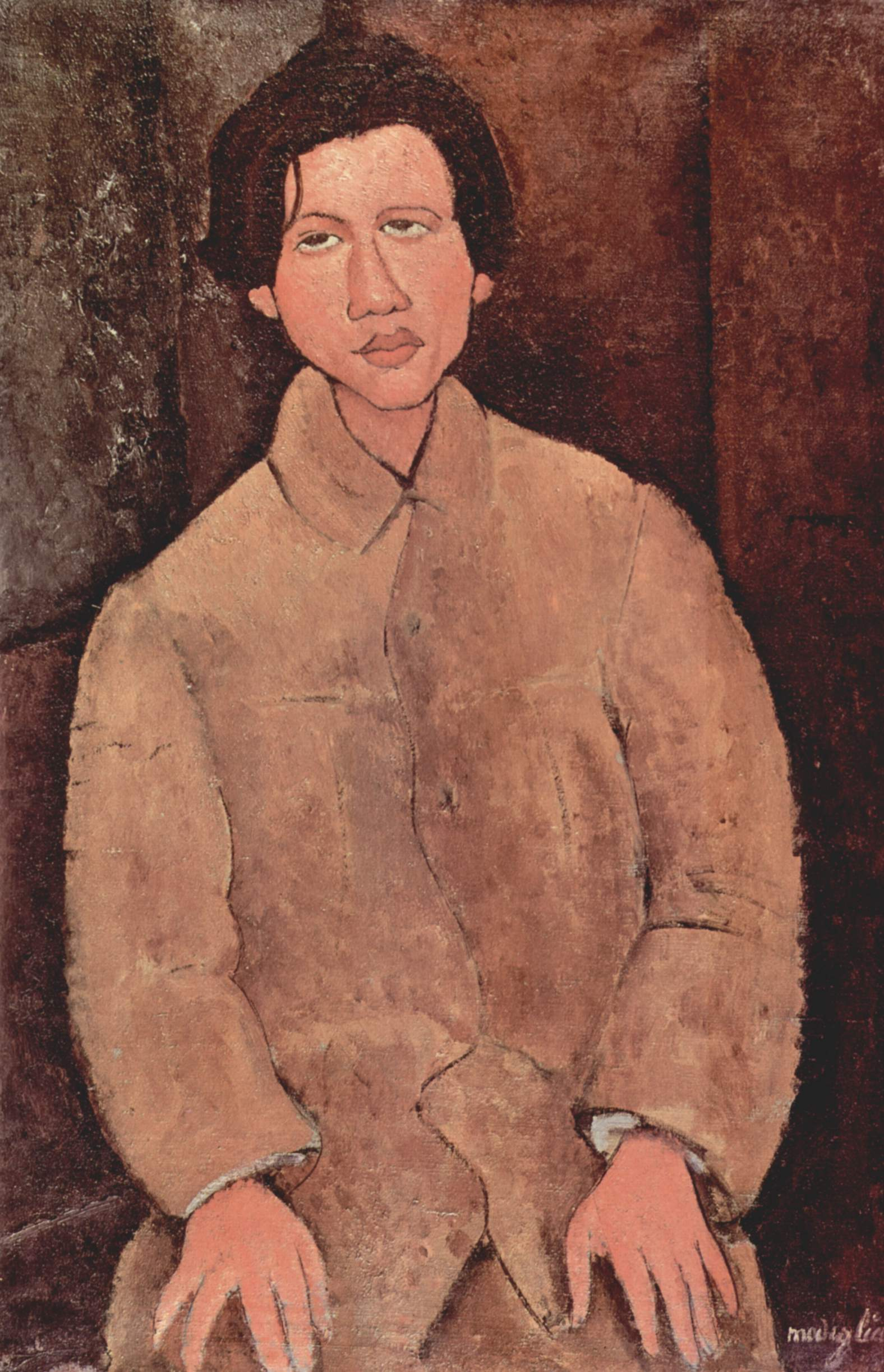
Amedeo Modigliani: Chaim Soutine (1916), Privatsammlung

Chaim Soutine (russisch Хаим Соломонович Сутин Chaim Solomonowitsch Sutin; geboren 1893 in Smilawitschy, Russisches Kaiserreich; gestorben 9. August 1943 in Paris) war ein französischer Maler belarussisch-jüdischer Herkunft.

## Leben und Werk

### Kindheit
Chaim Soutine wurde 1893 in Smilawitschy geboren, einem belarussischen Schtetl in der Nähe von Minsk mit etwa 400 Einwohnern. Er war das zehnte von elf Kindern eines armen jüdischen Flickschneiders. Smilawitschy bestand aus einer Ansammlung baufälliger Holzhäuser. Seine Mutter war früh gealtert, schweigsam, stets voller Sorgen und ging nicht besonders liebevoll mit ihren Kindern um.
Bereits in seinen frühen Jahren zeichnete Soutine gern und machte auf jedem verfügbaren Fetzen Papier Skizzen oder bemalte die Wände mit Holzkohle. Auf Wunsch seines Vaters sollte er Schuster oder Schneider werden. Da im Judentum das Darstellen von Menschen verboten ist, wurde der junge Soutine von seinen streng religiösen Eltern oft für seine Zeichnungen bestraft. Wie sich seine Bekannten später erinnerten, äußerte er sich immer mit Verbitterung über seine Kindheit.

### Ausbildung
1907 wanderte Soutine mit seinem Freund Michel Kikoïne nach Minsk, „der erste Schritt in eine größere Welt“. Dort war er als Fotografen-Lehrling tätig und besuchte die Malschule von Jakov Kruger. Mit Michel Kikoïne fuhr er 1909 nach Wilna, auch in der Hoffnung, an der Kunstakademie Wilna studieren zu können. Eine erste Bewerbung blieb erfolglos, doch im zweiten Anlauf wurde er von der Kunstakademie für ein dreijähriges Studium angenommen, das er 1913 abschloss. In dieser Zeit konnte er genügend Geld für eine Zugfahrkarte nach Frankreich sparen und kam im Juli 1913 in Paris an, in der Stadt, von der er geträumt hatte.

### Pariser Zeit

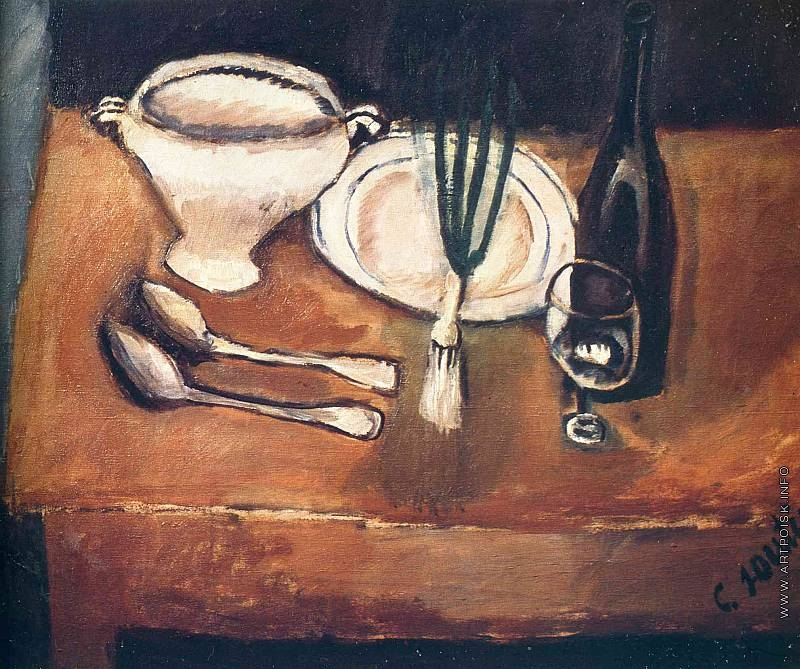
Stillleben mit Zwiebeln, 1916

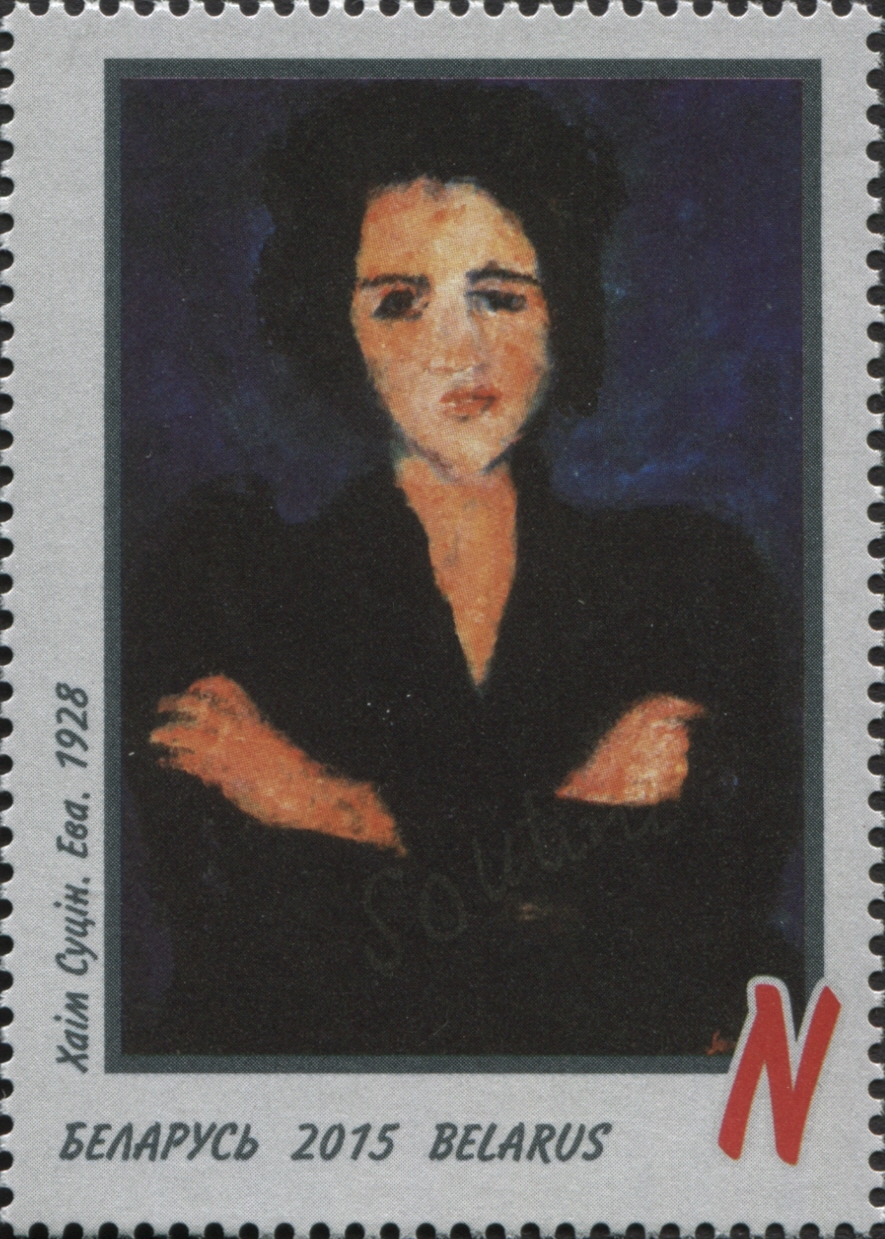
Briefmarke aus Belarus mit Soutines Gemälde Eva, 1928

Der Maler Pinchas Krémègne, mit dem zusammen Soutine die Kunstakademie in Wilna besucht hatte, wohnte bereits in „La Ruche“, einem baufälligen, aus einer Vielzahl von Künstlerateliers bestehenden Gebäude im 15. Arrondissement. Krémègne führte Soutine in den Ateliers ein, wo zeitweise Alexander Archipenko, Marc Chagall, Moise Kisling, Fernand Léger, Henri Laurens, Amedeo Modigliani und Ossip Zadkine lebten und arbeiteten. Modigliani sollte später ein enger Freund und Förderer Soutines werden, der ihm seinen Mäzen und Kunsthändler Leopold Zborowski vorstellte.
Einige Monate besuchte Soutine die Staatliche Hochschule der Schönen Künste Paris. Sie wurde von Fernand Cormon geleitet, der in den 1880er Jahren van Gogh und Henri de Toulouse-Lautrec unterrichtet hatte. Vorbilder fand Soutine in El Greco, Velazquez und Rembrandt. Am stärksten beeinflusst wurde er jedoch durch Paul Cézanne, Vincent van Gogh und Pierre Bonnard. Im Louvre studierte Soutine eingehend die Künstler Jean Siméon Cardin, Gustave Courbet und Jean-Baptiste Camille Corot.
Ein weiterer wichtiger formaler Einfluss zeigt sich in verschiedenen Bildern, die Anfang 1918 entstanden sind. Bonnard zeigte ihm, wie man die Farbe noch „nass“ und in dichtstrukturierter Malweise verarbeitet. 1918 verließ er zum ersten Mal seit seiner Ankunft in Frankreich Paris und fuhr zusammen mit Modigliani nach Cagnes-sur-Mer in Südfrankreich. In diesen Jahren lebte Soutine in äußerster materieller Not und musste oft hungern, was eine chronische Magenerkrankung zur Folge hatte.

### Céret-Zeit

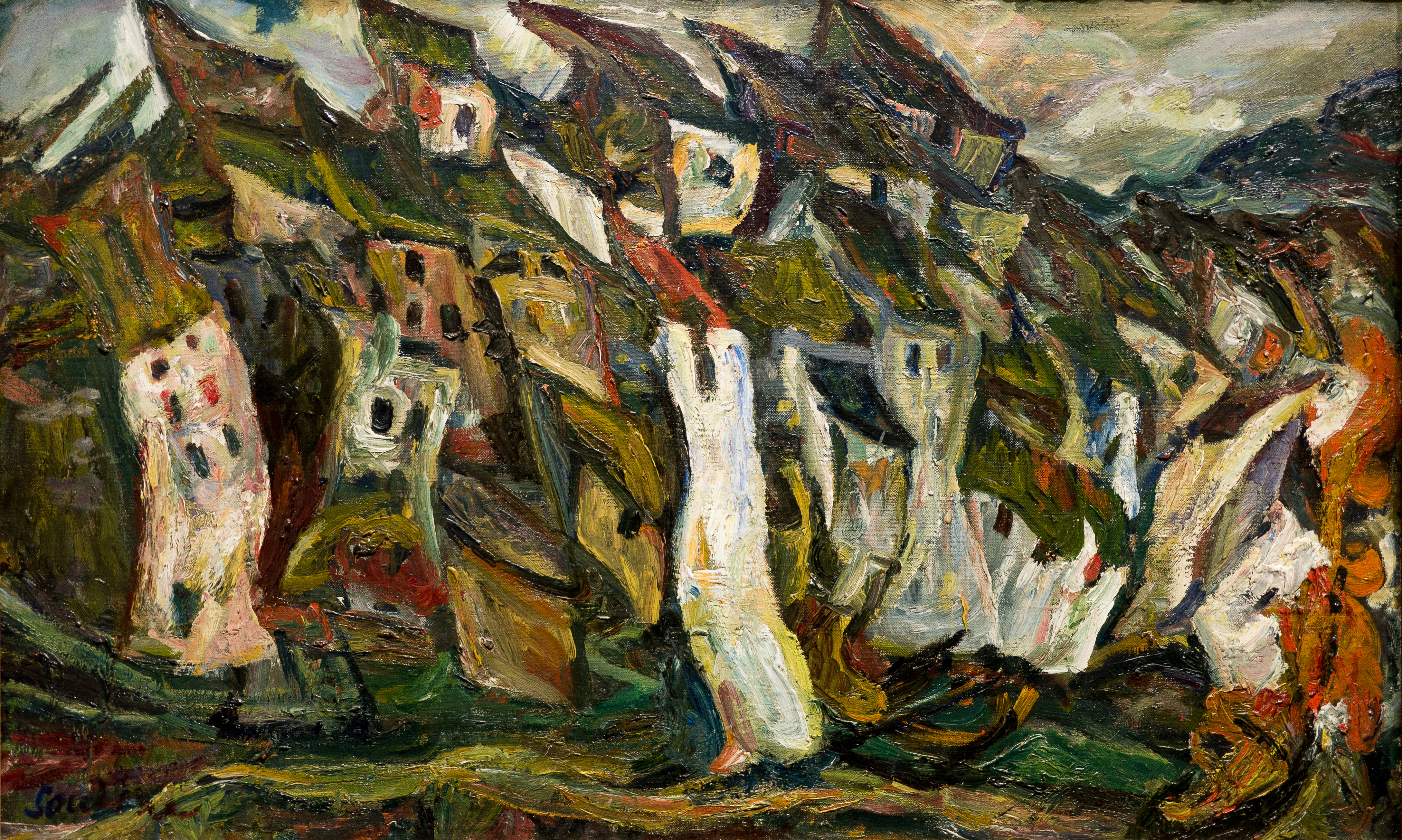
Les Maisons, 1921, Musée de l’Orangerie, Paris

1919 besuchte er Céret in der Region Languedoc-Roussillon nahe den französischen Pyrenäen und der spanischen Grenze, wohin er für etwa drei Jahre übersiedelte. Von 1919 bis 1922 entstanden etwa 200 Bilder. In Céret malte Soutine hauptsächlich Landschaften, aber einige Porträts (darunter Dorftrottel) nehmen in seinem Gesamtwerk einen besonderen Platz ein. Soutines stilistische Entwicklung in Céret zeigt sich am deutlichsten in seinen Landschaften. Der berühmte Ankauf von Soutines Gemälden im Jahre 1923 durch den US-amerikanischen Arzt und Kunstsammler Albert C. Barnes und weitere Ankäufe anderer Sammler im Jahr darauf riefen eine Nachfrage nach seinen Bildern hervor. Damit hörten Soutines finanzielle Sorgen auf. 1923 lernt er Madeleine und Marcelin Castaing kennen, die Soutines Mäzene wurden.
Von 1923 bis 1925 verbrachte er seine Zeit abwechselnd in Cagnes oder benachbarten Dörfern und in Paris. Er traf in diesen Jahren Deborah Melnik, eine Jüdin, die er aus Wilna kannte. Als sie eine Tochter gebar, bestritt Soutine die Vaterschaft und verließ Mutter und Kind. Von 1925 bis 1929 lebte Soutine zum größten Teil in Paris. Seine Bilder aus dieser Zeit sind überwiegend Stillleben; tote Fasane, Truthähne, Kaninchen und Ochsenkadaver. 1932 starb der Mäzen Zborowski.
Die erste Einzelausstellung seiner Bilder fand 1927 in der Pariser Galerie «Bing» statt.

### Letzte Jahre

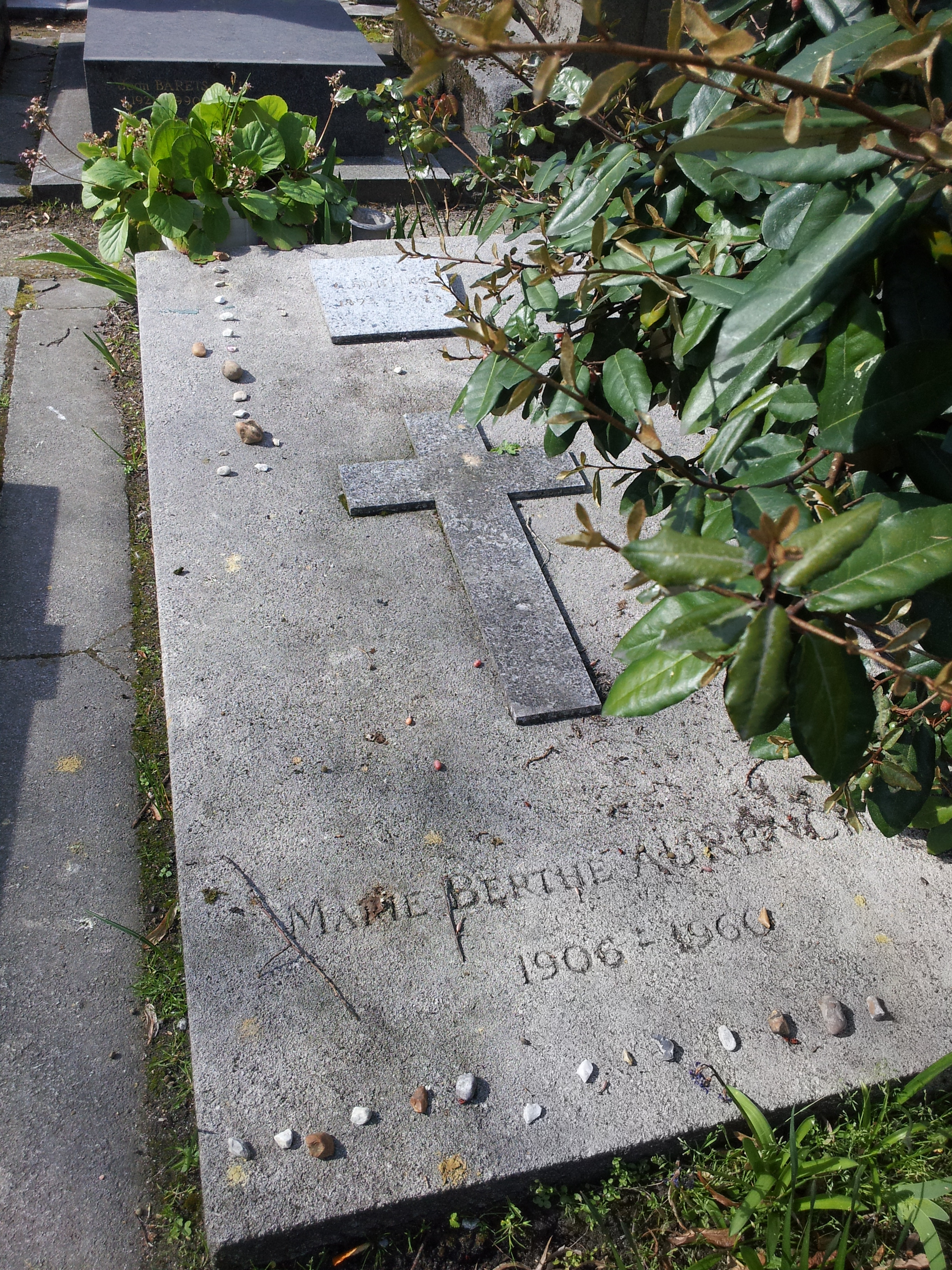
Soutines Grab auf dem Friedhof Montparnasse

Von 1930 bis 1935 verbrachte Soutine die Sommermonate in der Nähe von Chartres auf dem Landschloss der Familie Castaing, seiner Gönner. 1935 wurden seine Werke in den Vereinigten Staaten im Chicago Arts Club ausgestellt, es folgten Einzelausstellungen in New York City («Valentine», 1936 und 1938; «Carstairs», 1940), London («Leicester», 1937) und Washington («Philips», 1943). 1937 begegnete er Gerda Groth, einer deutschen Emigrantin aus dem nationalsozialistischen Deutschland, der er den Spitznamen „Mile Garde“ gibt. Nach Ausbruch der Kampfhandlungen wurde sie von den Franzosen am 15. Mai 1940 zusammen mit anderen Deutschen, die in Paris lebten, in das Internierungslager Camp de Gurs in den Pyrenäen deportiert. Unter der deutschen Besatzung ab Juli 1940 war Soutine als registrierter Jude gezwungen, außerhalb von Paris in kleinen Orten Zuflucht zu suchen. Soutine lernte im November Marie-Berthe Aurenche kennen, die ehemalige Frau von Max Ernst, die seine Gefährtin wurde.
Anfang August 1943 erlitt Soutine einen schweren Magendurchbruch und wurde heimlich in ein Pariser Spital gebracht, wo er am 9. August 1943 während der Operation starb. Am 11. August wurde er auf dem Friedhof Montparnasse beigesetzt. Unter den wenigen Trauergästen waren Pablo Picasso, Max Jacob und Jean Cocteau.

## Internationale Wertschätzung
Im Jahr 1964 wurden Arbeiten von ihm auf der documenta III in Kassel in der Abteilung Malerei gezeigt. Im Kunsthandel werden seine Werke heute hoch bewertet. So erzielte Soutines Gemälde Le Bœuf (1923) 2015 im Auktionshaus Christie’s rund 28,2 Millionen US-Dollar.
Am 25. Januar 2013 wurde eine französische Sondermarke mit Soutines Landschaft als Motiv herausgegeben.
Im Jewish Museum in New York wurde 2018 die Ausstellung Chaim Soutine: Flesh präsentiert. Aus diesem Anlass druckte Art in America eine Kritik nach, welche Gary Indiana anlässlich einer Soutine-Präsentation in der Galleri Bellman, New York, 1984 veröffentlicht hatte: In seiner Würdigung griff der Autor Clement Greenbergs Kritik an Chaim Soutine aus dem Jahr 1950 auf, wonach dessen Schaffen an einem „lack of decorativeness“ (mangelnder Dekorativität) leide. Indiana relativierte diese Einschätzung und wies insbesondere auf die Porträts hin, welche unterschiedliche Tabus brächen, mit Porträtierten in „antisocial, nonportraitlike attitudes“.

## Trivia
Soutines Gemälde Eva (1928) wurde zu einem Symbol der Proteste in Belarus im Sommer 2020.

## Ausstellungen (Auswahl)
- Chaim Soutine, 1893–1943. Westfälisches Landesmuseum für Kunst und Kulturgeschichte, Münster, 13.12.1981–28.2.1982; Kunsthalle Tübingen, 26.3.1982–31.5.1982; Hayward Gallery, London (Arts Council of Great Britain), 14.7.1982–22.8.1982; Kunstmuseum Luzern, 31.8.1982–31.10.1982.[11]
- Chaim Soutine: Die Leidenschaft des Malens. Galerie Thomas, München, 31. März–16. Mai 2009.[12]
- Soutine’s Portraits: Cooks, Waiters & Bellboys. The Courtauld Gallery, London, 19. Oktober 2017–21. Januar 2018.[13]
- Chaim Soutine: Flesh. The Jewish Museum, New York, 4. Mai–16. September 2018.[14]
- Chagall, Modigliani, Soutine… Paris as a School, 1905–1940. Musée d’art et d’histoire du Judaïsme, Paris, 15. September 2021–10. Januar 2022.[15]
- Chaïm Soutine / Willem de Kooning, la peinture incarnée. Musée de l’Orangerie, Paris, 15. September 2021–10. Januar 2022.[16]
- Chaïm Soutine: Gegen den Strom. K20, Kunstsammlung NRW, Düsseldorf, 2. September 2023–14. Januar 2024.[17]

## Film
- Chaïm Soutine. Dokumentarfilm, Text von Valérie Firla und Murielle Levy, Regie Valérie Firla, 52 Minuten. Productions du Golem, hrsg. von der Réunion des musées nationaux, 2008.
- Céret, wo die Pyrenäen Soutine die Malerei lehrten. Regie: Cédric Deville, Arte, Frankreich 2020.